# 1408-as mellékút (Magyarország)
Az 1408-as mellékút egy több mint 18 kilométer hosszú, négy számjegyű mellékút Győr-Moson-Sopron vármegyében; Mosonmagyaróvártól húzódik a Szigetköz északnyugati részén keresztül Rajkáig.

## Nyomvonala
Mosonmagyaróvár magyaróvári városrészének északi széle közelében ágazik ki a 15-ös főútból, annak majdnem pontosan a második kilométerénél, Feketeerdei út néven. Északkelet felé indul, de pár száz méter után északnak fordul, így halad el a város temetője mellett is. 4,4 kilométer után elér egy Duna-holtágat, amit híddal keresztez, s a túlparton már Feketeerdő területére érkezik.
E községnek előbb üdülőövezeti jellegű, ritkásan beépített részét érinti, majd nagyjából 5,5 kilométer megtételét követően beér a központi részére. Ott több irányváltása is van, s ennek megfelelően a neve is változik: előbb a Fő utca, majd az Árpád tér, az északi falurészben pedig a Hét vezér utca nevet viseli. Körülbelül 6,8 kilométer teljesítése után ér újból külterületre, Feketeerdő északi határát pedig csaknem pontosan 7,5 kilométer után szeli át.
Dunakiliti határai között folytatódik, a település első házait 8,9 kilométer után éri el, a Kossuth Lajos utca nevet felvéve. A 9+750-es kilométerszelvénye táján halad át a központon, ahol beletorkollik északkelet felől a Halászitól Dunaszigeten át idáig húzódó 1407-es út. Innen északnyugat felé fordulva halad tovább, Rajkai utca néven, a lakott terület északi szélét pedig nagyjából 10,7 kilométer után éri el.
13,3 kilométer után lép be az útjába eső utolsó település, Rajka területére. Ott előbb – mintegy 14,3 kilométer után – a Mosoni-Duna tápcsatornája felett halad el, majd áthidalja a Mosoni-Dunát, a 16. kilométere után pedig még egy holtágat is keresztez. Ezután éri csak el Rajka lakott területeit, ahol a vonalvezetése és kilométer-számozása (a kira.kozut.hu adatbázisában, illetve térképes nyilvántartásában, 2022-es állapot szerint) zavarossá válik. Korábbi adatok szerint úgy tűnik, hogy belőle ágazik ki az 1409-es út, de az biztosra vehető, hogy a végpontja valahol a 15-ös főút rajkai, belterületi szakaszán található.
Teljes hossza, az országos közutak térképes nyilvántartását szolgáló kira.kozut.hu adatbázisa szerint (2022 őszi lekérdezés alapján) 18,385 kilométer.

## Története
1934-ben a kereskedelem- és közlekedésügyi miniszter 70 846/1934. számú rendelete a teljes hosszában harmadrendű főútnak nyilvánította, 111-es útszámozással.

## Települések az út mentén
- Mosonmagyaróvár
- Feketeerdő
- Dunakiliti
- Rajka